# Habrotrocha recumbens
Habrotrocha recumbens är en hjuldjursart som beskrevs av Bartos 1963. Habrotrocha recumbens ingår i släktet Habrotrocha och familjen Habrotrochidae. Inga underarter finns listade i Catalogue of Life.